# Washmere Green

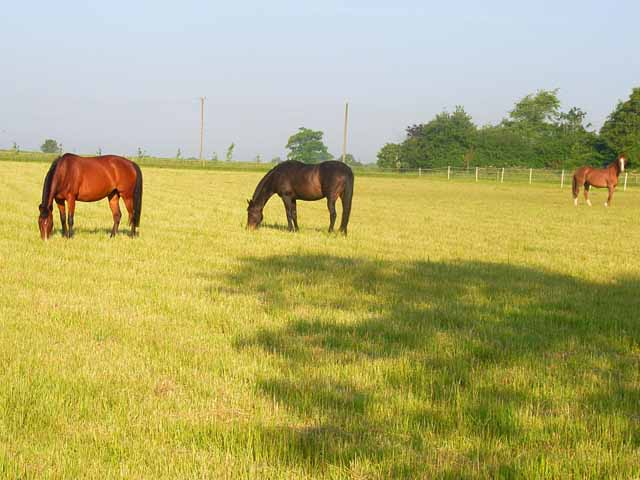

Washmere Green är en by (hamlet) i Babergh, Suffolk, sydöstra England, nära Lavenham.